# Equilibrium (Karda Estra)
Equilibrium is een studioalbum van een tijdelijk samenwerkingsverband tussen Artemiy Artemiev en Karda Estra. Artemiev kende enige bekendheid binnen de elektronische muziek, Karda Estra kent enige bekendheid binnen de progressieve rock. Het album bevat filmische muziek. Of de heren elkaar tijdens de opnamen gezien hebben, is onduidelijk. Artemiev nam zijn deel op in Moskou, Wileman (enig lid van Karda Estra) in Swindon.

## Musici
- Artemiy Artemiev – synthesizers, sampless, elektronica, percussie
- Richard Wileman – overige muziekinstrumenten

Met
- Ileesha Bailey – zang
- Caron Hansford – hobo, althobo

## Muziek
| Nr. | Titel                  | Duur  |
| --- | ---------------------- | ----- |
| 1.  | Preliminary Steps      | 11:03 |
| 2.  | Last Scene On Earth    | 8:15  |
| 3.  | Open Window            | 6:16  |
| 4.  | The Teller Of The Tale | 18:56 |
| 5.  | Equilibrium            | 8:40  |
| 6.  | The Curtain Falls      | 19:57 |